# Prey (film, 2022)
Pour les articles homonymes, voir Prey.
Série Predator
The Predator
(2018) Predator: Killer of Killers
(2025)
Pour plus de détails, voir Fiche technique et Distribution.
Prey ou Proie au Québec, est un film américain réalisé par Dan Trachtenberg, sorti en 2022.
Il raconte la première visite d'un Predator sur Terre. Bien que l'histoire se déroule avant les événements du premier film sorti en 1987, le réalisateur déclare qu'il ne s'agira pas pour autant d'une préquelle, car ne racontant pas les origines des Predators.

## Synopsis
En 1719, dans la région des Grandes Plaines en Amérique du Nord, Naru, une jeune Comanche formée en tant que guérisseuse, aspire à devenir une chasseuresse reconnue, comme son frère aîné Taabe. Lors d’une traque au cerf avec son chien Sarii, elle aperçoit dans le ciel des lumières étranges, qu’elle interprète comme un oiseau-tonnerre, un signe spirituel indiquant qu’elle est prête à faire ses preuves comme chasseuse. En réalité, ces lumières proviennent d’un vaisseau extraterrestre déposant un de leurs chasseurs, un Predator, sur Terre.
Peu après, Puhi, un guerrier de la tribu, disparaît, attaqué par un cougar. Naru rejoint l’équipe de recherche qui retrouve Puhi grièvement blessé. Elle lui administre une herbe médicinale appelée totsiyaa, qui fait baisser la température corporelle, ralentissant l’hémorragie. Tandis que Taabe reste pour chasser le cougar, Naru remarque des traces inhabituelles et un serpent écorché, indiquant la présence d’un autre prédateur. Elle retourne sur les lieux avec Paake. Ensemble, ils retrouvent Taabe et posent un piège pour le félin, mais le cougar tue Paake. Lorsqu’elle affronte la bête, Naru est déconcentrée par un rugissement lointain et perd connaissance. Taabe la ramène au village et revient plus tard avec le cadavre du cougar, ce qui lui vaut de recevoir le titre de chef de guerre.
Toujours persuadée qu’un danger plus grand rôde, Naru repart seule avec Sarii. Elle tombe dans un marécage et en réchappe de justesse avant d’être attaquée par un grizzly. L’ours est tué par le Predator, que Naru baptise "Mupitsi", en référence à une créature du folklore comanche. Elle s’échappe mais tombe sur un groupe de guerriers venus la chercher. Le Predator tend une embuscade et les massacre. Naru est capturée par des trappeurs français, qui l’enferment avec Sarii.
L’un des Français, Raphael Adolini, servant d’interprète, l’interroge sur la créature. Refusant de parler, Naru assiste à la torture de Taabe, qui a été lui aussi capturé. Les trappeurs utilisent les deux prisonniers comme appâts pour attirer le Predator, dans l’espoir de le capturer. Le plan échoue et la créature élimine la plupart des Français, tandis que Naru et Taabe s’échappent. Elle sauve Sarii et retrouve Raphael, grièvement blessé à la jambe. En échange d’un traitement, il lui apprend à utiliser son pistolet à silex. Naru lui administre du totsiyaa, ce qui abaisse sa température corporelle.
Lorsque le Predator arrive, Raphael fait le mort, et Naru remarque que la créature ne le détecte pas grâce à sa faible signature thermique. Cependant, le Predator marche sur lui, provoquant un cri de douleur de la part Raphael, ce qui lui vaut d'être exécuté. Taabe intervient à cheval pour sauver sa sœur. Ensemble, ils attaquent le Predator, mais ce dernier tue Taabe. Naru s’enfuit, retrouve un des trappeurs survivants, le capture, et s’en sert comme leurre.
En ayant elle-même ingéré du totsiyaa pour dissimuler sa chaleur corporelle, Naru tend un piège à la créature. Elle lui dérobe son masque, dont elle a observé qu'il est utilisé pour guider ses projectiles. Le Predator tombe dans le marécage, et Naru positionne le masque de manière à orienter le tir du canon à projectiles vers lui. Lorsque la créature tente de la viser, le projectile est redirigé vers sa tête et le tue. Naru le décapite et se couvre le visage de son sang vert phosphorescent.
Elle retourne dans son village avec la tête du Predator. Honorée pour sa bravoure, elle est déclarée nouvelle cheffe de guerre. Elle conseille à sa tribu de migrer vers un lieu plus sûr. Durant le générique de fin, une série d’illustrations évoquant l’art pictographique amérindien retrace les événements du film. La dernière scène suggère l’arrivée imminente de plusieurs autres vaisseaux extraterrestres.

## Fiche technique
Sauf indication contraire, les informations mentionnées dans cette section peuvent être confirmées par les bases de données cinématographiques IMDb et Allociné,  présentes dans la section « Liens externes ».
- Titre original et français : Prey
- Titre québécois : Proie[2]
- Réalisation : Dan Trachtenberg
- Scénario : Patrick Aison, d'après une histoire de Patrick Aison et Dan Trachtenberg, d'après les personnages créés par John et Jim Thomas
- Musique : Sarah Schachner
- Direction artistique : Kendelle Elliott et James Steuart
- Décors : Amelia Brooke et Kara Lindstrom
- Costumes : Stephanie Portnoy Porter
- Photographie : Jeff Cutter
- Son : Craig Henighan, Steve Neal, Chris Terhune
- Montage : Claudia Castello et Angela M. Catanzaro
- Production : John Davis, Marty P. Ewing, Jhane Myers et John Fox
  - Production déléguée : Lawrence Gordon, John et Jim Thomas, Ben Rosenblatt et Marc Toberoff
  - Production associée : Tyson Breuer et Mary Kathryn Nagle
- Sociétés de production[3] : Davis Entertainment et Lawrence Gordon Productions, avec la participation de 20th Century Studios
- Sociétés de distribution : Hulu (États-Unis), Disney+ Star (France)
- Budget : 65 millions de dollars
- Pays de production :  États-Unis
- Langues originales : anglais, français, comanche
- Format[4] : couleur — Vidéo (UHD) — 2,39:1 (Cinémascope) — son Dolby Atmos
- Genre : science-fiction
- Durée : 99 minutes
- Dates de sortie[5] :
  - États-Unis, Québec, France : 5 août 2022 (sortie directement en VOD)[6],[2]
- Classification[7] :
  - États-Unis : interdit aux moins de 17 ans (R – Restricted)[N 1]
  - France : interdit aux moins de 16 ans
  - Québec : en attente de classement[2]

## Distribution
- Amber Midthunder (VF : Emmylou Homs) : Naru
- Dakota Beavers (VF : Arthur Khong) : Taabe
- Dane DiLiegro (en) : le Predator
- Stormee Kipp (VF : Max Geller) : Wasape
- Michelle Thrush (VF : Laëtitia Lefebvre) : Aruka
- Julian Black Antelope (VF : Gérard Darier) : le chef Kehetu
- Stefany Mathias : Sumu
- Bennett Taylor (VF : Rémi Caillebot) : Raphael
- Mike Paterson (VF : Cyrille Monge) : Big Beard
- Nelson Leis (VF : Eddie Chignara) : Waxed Moustache
- Harlan Blayne Kytwayhat (VF : Andrea Santamaria) : Itsee
- Corvin Mack (VF : Oscar Douieb) : Paaka
- Troy Mundle (VF : Yannick Lassère) : Spyglass

## Production

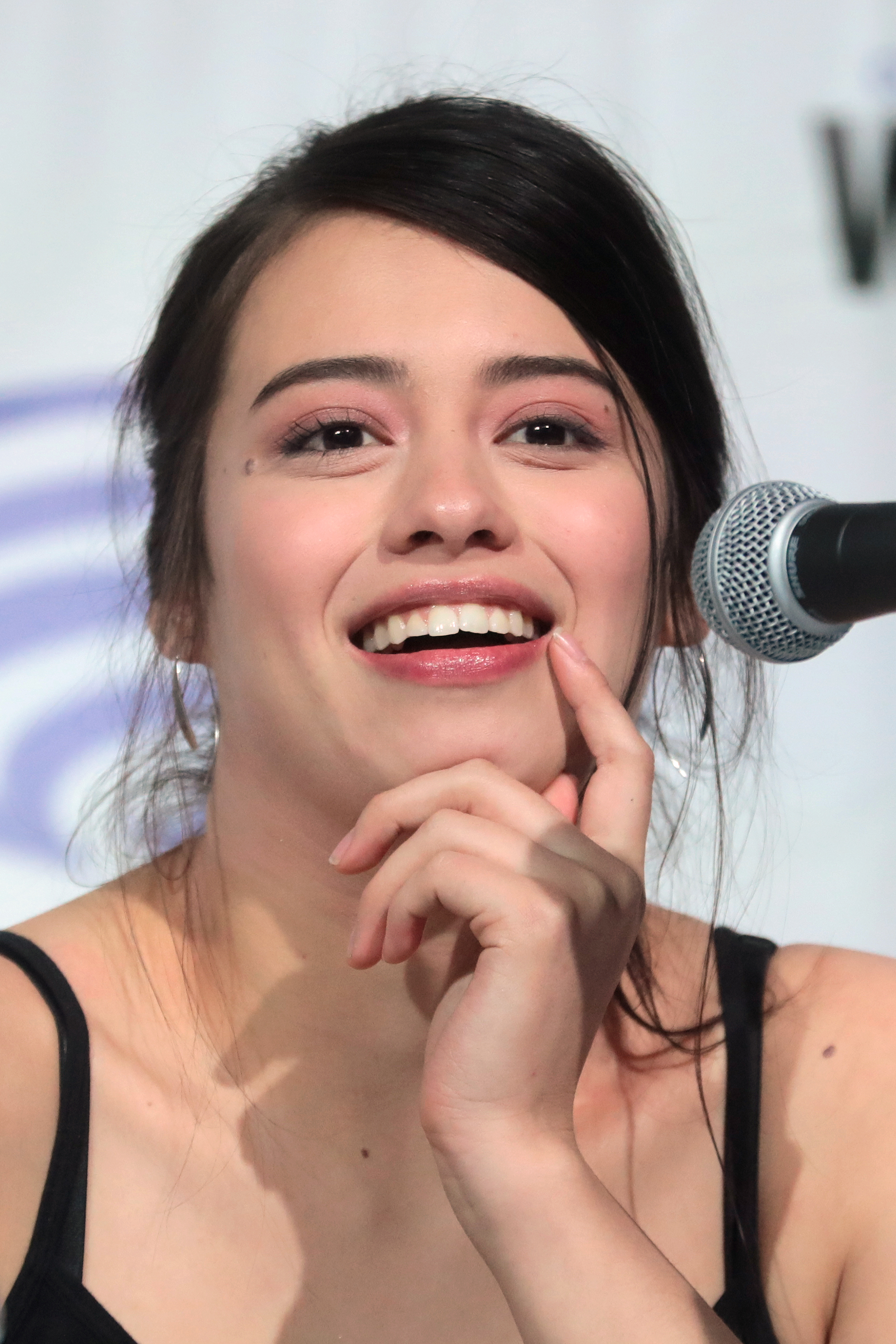
Amber Midthunder En 2019

### Genèse et développement
Le développement du film a lieu durant le tournage du précédent opus de la franchise, The Predator (2018). Dan Trachtenberg contacte le producteur John Davis, pour développer un concept évoqué depuis 2016. Emma Watts, ancienne présidente de la production de 20th Century Studios, accélère le développement du film avant sa démission en janvier 2020. Dès le départ, le film est envisagé pour avoir un classement R.
En décembre 2019, le film est en développement, sous le titre provisoire de Skulls. Il est alors précisé que l'intrigue mettra en scène « une femme Comanche qui va à l'encontre des normes et traditions de genre pour devenir une guerrière ». Dan Trachtenberg est annoncé comme réalisateur d'après un script de Patrick Aison.
En novembre 2020, il est révélé que Skulls fera partie de la saga Predator — ce qui n'avait alors pas été révélé. Après cette annonce, le réalisateur explique que l'intention originale était de ne pas inclure de Predators lors de la promotion du film, idée finalement impossible après la confirmation des liens du film avec la franchise.
Le 12 novembre 2021, lors du Disney+ Day, le nouveau titre officiel du film est révélé : Prey. Il est précisé que le film sortira sur Hulu aux États-Unis et Disney+ Star dans le reste du monde.

### Attribution des rôles
En mai 2021, Amber Midthunder est choisie pour le rôle principal. La présence de Dakota Beavers et Dane DiLiegro est révélée à l'annonce de la fin du tournage.

### Tournage
Le tournage a lieu en 2021 à Calgary au Canada,. En juillet 2021, le producteur John Davis révèle que les prises de vues sont terminées à 75 %. En septembre, le directeur de la photographie Jeff Cutter annonce que le tournage est terminé.

## Accueil

### Sortie
Le film est sorti aux États-Unis sur la plateforme Hulu le 5 août 2022, date confirmée par un teaser diffusé le 16 mai 2022. Il est diffusé sur Disney+ Star dans le reste du monde.

### Accueil critique
Sur le site Web d'agrégation d'avis Rotten Tomatoes, 94 % des 286 avis des critiques sont positifs, avec une note moyenne de 7,7/10. Le consensus du site Web se lit comme suit : "Le thriller d'action rare qui fait monter l'adrénaline sans lésiner sur le développement des personnages, Prey est une suite de Predator bien faite." Metacritic a donné au film une note moyenne pondérée de 71 sur 100, basée sur 43 critiques, indiquant des "critiques généralement favorables". Il est devenu le film Predator le mieux noté sur les deux sites Web, de nombreux critiques le qualifiant de meilleur épisode de Predator depuis le premier film. Deux stars du film Predator original ont commenté positivement. Jesse Ventura a fait l'éloge d'Amber Midthunder et du réalisateur : "Merci d'avoir réalisé un film aussi réfléchi, créatif et merveilleux." Bill Duke était également enthousiaste à propos du film : "C'est un film incroyable et @AmberMidthunder est phénoménal."
En France, sur le site Allociné, la note moyenne du film pour les 14 critiques de presse française recensées est de 3,6 sur 5, et la note moyenne des critiques du public est de 3,6 sur 5.

## Distinctions
Source : Internet Movie Database et Allociné

### Distinctions2022
| Distinctions 2022 du film Prey                                       | Distinctions 2022 du film Prey                                                     | Distinctions 2022 du film Prey | Distinctions 2022 du film Prey | Distinctions 2022 du film Prey |
| Évènements                                                           | Catégorie / Récompense                                                             | Nommé(es) / Lauréat(es)        | Résultats                      |                                |
| -------------------------------------------------------------------- | ---------------------------------------------------------------------------------- | ------------------------------ | ------------------------------ | ------------------------------ |
| Academy of Science Fiction, Fantasy and Horror Films - Saturn Awards | Breakthrough Performance Award                                                     | Amber Midthunder               | Lauréat                        |                                |
| Atlanta Film Critics Circle Awards                                   | Meilleure révélation                                                               | Amber Midthunder               | Nomination                     |                                |
| Chicago Film Critics Association Awards                              | Actrice la plus prometteuse                                                        | Amber Midthunder               | Nomination                     |                                |
| Dublin Film Critics' Circle                                          | Meilleur artiste international                                                     | Amber Midthunder               | Lauréat                        |                                |
| Hollywood Music In Media Awards                                      | Meilleure musique originale pour un film d'action en VOD (pas de sortie en salles) | Sarah Schachner                | Nomination                     |                                |
| IGN Summer Movie Awards                                              | Meilleur interprète principal dans un film                                         | Amber Midthunder               | Nomination                     |                                |
| Indiana Film Journalists Association Awards                          | Meilleure cascade ou chorégraphie                                                  | Steven McMichael               | Nomination                     |                                |
| Indiana Film Journalists Association Awards                          | Meilleure révélation de l’année                                                    | Amber Midthunder               | Nomination                     |                                |
| Phoenix Critics Circle Awards                                        | Meilleur film de science-fiction                                                   | Prey                           | Nomination                     |                                |

### Distinctions2023
| Distinctions 2023 du film Prey            | Distinctions 2023 du film Prey | Distinctions 2023 du film Prey | Distinctions 2023 du film Prey | Distinctions 2023 du film Prey |
| Évènements                                | Catégorie / Récompense | Nommé(es) / Lauréat(es) | Résultats                      |                                |
| ----------------------------------------- | --- | --- | ------------------------------ | ------------------------------ |
| Alliance of Women Film Journalists Awards | Meilleure révélation féminine | Amber Midthunder | Nomination                     |                                |
| American Cinema Editors Awards            | Meilleur montage d'un long métrage sorti hors salle                                                                                     | Angela M. Catanzaro et Claudia Castello | Nomination                     |                                |
| Austin Film Critics Association Awards    | Meilleure révélation de l'année | Amber Midthunder | Nomination                     |                                |
| Cinema Audio Society                      | Meilleur mixage sonore d'un film sorti hors salle ou d’une série limitée                                                                | Joel Dougherty, Craig Henighan, Connor Nagy, Ron Osiowy, Jamison Rabbe, Chris Terhune et Frank Wolf | Nomination                     |                                |
| Critics' Choice Movie Awards              | Meilleur film réalisé pour la télévision                                                                                                | Prey | Nomination                     |                                |
| Critics' Choice Movie Awards              | Meilleure actrice dans une série limitée ou un film réalisé pour la télévision                                                          | Amber Midthunder | Nomination                     |                                |
| Critics' Choice Super Awards              | Meilleur film de science-fiction ou fantastique                                                                                         | Prey | Nomination                     |                                |
| Critics' Choice Super Awards              | Meilleure actrice dans un film de science-fiction ou fantastique                                                                        | Amber Midthunder | Nomination                     |                                |
| Fangoria Chainsaw Awards                  | Meilleur film de première en streaming                                                                                                  | Prey | Lauréat                        |                                |
| Fangoria Chainsaw Awards                  | Meilleure conception de costumes | Stephanie Portnoy Porter | Lauréat                        |                                |
| Fangoria Chainsaw Awards                  | Meilleur effets spéciaux de créature | Alec Gillis et Tom Woodruff Jr. | Lauréat                        |                                |
| Fangoria Chainsaw Awards                  | Meilleure performance dans un rôle principal                                                                                            | Amber Midthunder | Nomination                     |                                |
| Gold Derby Awards                         | Meilleur téléfilm | Prey | Nomination                     |                                |
| Golden Schmoes Awards                     | Meilleur film de science-fiction de l'année                                                                                             | Prey | Nomination                     |                                |
| Golden Schmoes Awards                     | Meilleure révélation de l'année | Amber Midthunder | Nomination                     |                                |
| Golden Scythe Horror Awards               | Meilleur scénario adapté | Prey | Lauréat                        |                                |
| Golden Scythe Horror Awards               | Meilleur son | Prey | Nomination                     |                                |
| Golden Scythe Horror Awards               | Meilleur montage | Prey | Nomination                     |                                |
| Hawaii Film Critics Society               | Meilleur film de science-fiction | Prey | Nomination                     |                                |
| ICG Publicists Awards                     | Meilleur téléfilm | Prey | Nomination                     |                                |
| Kansas City Film Critics Circle Awards    | Prix Vincent Koehler du meilleur film de science-fiction, fantastique ou d'horreur                                                      | (2 ème place) | Nomination                     |                                |
| Kansas City Film Critics Circle Awards    | Meilleure actrice | Amber Midthunder | Nomination                     |                                |
| Motion Picture Sound Editors Awards       | Meilleur montage son d'un long métrage sorti hors salle                                                                                 | David Bach, Leslie Bloome, Christopher Bonis, Shaun Brennan, Will Files, Lee Gilmore, James Miller, Korey Pereira, Diego Perez, Roni Pillischer, Nick Seaman, Jessie Anne Spence, Annie Taylor et Chris Terhune | Nomination                     |                                |
| North Carolina Film Critics Awards        | Meilleure révélation | Amber Midthunder | Nomination                     |                                |
| Online Film and Television Association    | Meilleure composition musicale dans une série cinématographique, limitée ou d'anthologie                                                | Prey | Lauréat                        |                                |
| Online Film and Television Association    | Meilleur montage sonore dans un programme non-série                                                                                     | Prey | Lauréat                        |                                |
| Online Film and Television Association    | Meilleur montage d'une série cinématographique, limitée ou d'anthologie                                                                 | Prey | Nomination                     |                                |
| Online Film and Television Association    | Meilleur film | 2 ème place | Nomination                     |                                |
| Online Film and Television Association    | Meilleure scénario d'un film ou d'une série limitée                                                                                     | 2 ème place | Nomination                     |                                |
| Online Film and Television Association    | Meilleure photographie d'une série cinématographique, limitée ou d'anthologie                                                           | 2 ème place | Nomination                     |                                |
| Online Film and Television Association    | Meilleur mixage sonore dans un programme non-série                                                                                      | 2 ème place | Nomination                     |                                |
| Online Film and Television Association    | Meilleure réalisation d'un film ou d'une série limitée                                                                                  | 2 ème place | Nomination                     |                                |
| Portland Critics Association Awards       | Meilleur long métrage de science-fiction                                                                                                | Prey | Nomination                     |                                |
| Primetime Emmy Awards                     | Primetime Emmy Award du meilleur montage sonore pour une série limitée ou d'anthologie, un film ou un programme spécial                 | Leslie Bloome, Christopher Bonis, Shaun Brennan, Daniel DiPrima, Will Files, Lee Gilmore, James Miller, Diego Perez, Stephen Perone, Jessie Anne Spence et Chris Terhune                                        | Lauréat                        |                                |
| Primetime Emmy Awards                     | Meilleur téléfilm | John Davis, Marty P. Ewing, Lawrence Gordon, Jhane Myers, Ben Rosenblatt, Jim Thomas, John Thomas et Marc Toberoff                                                                                              | Nomination                     |                                |
| Primetime Emmy Awards                     | Meilleure réalisation pour une série ou un film limité ou d'anthologie                                                                  | Dan Trachtenberg | Nomination                     |                                |
| Primetime Emmy Awards                     | Meilleur scénario pour une série ou un film limité ou d'anthologie                                                                      | Patrick Aison et Dan Trachtenberg | Nomination                     |                                |
| Primetime Emmy Awards                     | Meilleure composition musicale pour une série limitée ou d'anthologie, un film ou un programme spécial (partition dramatique originale) | Sarah Schachner | Nomination                     |                                |
| Primetime Emmy Awards                     | Meilleur montage pour une série ou un film limité ou d'anthologie                                                                       | Angela M. Catanzaro et Claudia Castello | Nomination                     |                                |
| Producers Guild of America Awards         | Meilleure production de film télévisé ou diffusé en VOD                                                                                 | Prey | Nomination                     |                                |
| ReFrame                                   | Timbre ReFrame du meilleur film | Prey | Lauréat                        |                                |

### Distinctions2024
| Distinctions 2024 du film Prey                                       | Distinctions 2024 du film Prey                                       | Distinctions 2024 du film Prey  | Distinctions 2024 du film Prey | Distinctions 2024 du film Prey |
| Évènements                                                           | Catégorie / Récompense                                               | Nommé(es) / Lauréat(es)         | Résultats                      |                                |
| -------------------------------------------------------------------- | -------------------------------------------------------------------- | ------------------------------- | ------------------------------ | ------------------------------ |
| Academy of Science Fiction, Fantasy and Horror Films - Saturn Awards | Meilleur film de science-fiction                                     | Prey                            | Nomination                     |                                |
| Academy of Science Fiction, Fantasy and Horror Films - Saturn Awards | Meilleure actrice                                                    | Amber Midthunder                | Nomination                     |                                |
| Academy of Science Fiction, Fantasy and Horror Films - Saturn Awards | Meilleur maquillage                                                  | Alec Gillis et Tom Woodruff Jr. | Nomination                     |                                |
| Astra Television Awards                                              | Meilleur film en streaming                                           | Prey                            | Nomination                     |                                |
| Astra Television Awards                                              | Meilleure actrice dans une série limitée ou un film en streaming     | Amber Midthunder                | Nomination                     |                                |
| Astra Television Awards                                              | Meilleure réalisation dans une série limitée ou un film en streaming | Dan Trachtenberg                | Nomination                     |                                |

## Éditions en vidéo
- En France, le film Prey est sorti en VOD sur Disney+ le 5 août 2022[6]. Puis, le film est sorti en DVD[23], Blu-ray[24] et 4K Ultra HD + Blu-ray[25] le 14 février 2024.
- Au Québec, le film est sorti en DVD, Blu-ray et 4K Ultra HD le 3 octobre 2023[2].

## Liens avec la franchise
Le pistolet à silex signé « Raphaël Adolini 1715 » que récupère Naru est le même pistolet que le chef des predators remet à l'inspecteur Harrigan dans Predator 2 .

## Suite
Selon Amber Midthunder, une suite devrait être réalisée, sans donner de date de sortie. Finalement, le film suivant, Predator: Badlands, ne devrait pas êtré lié à Prey.